# آيت اسعيد أويدير (آيت يدير)
آيت اسعيد أويدير هو دُوَّار يقع بجماعة ضاية عوا، إقليم إفران، جهة فاس مكناس في المملكة المغربية. ينتمي الدوّار لمشيخة آيت يدير التي تضم 6 دواوير. يقدر عدد سكانه بـ 204 نسمة حسب الإحصاء الرسمي للسكان والسكنى لسنة 2004.

## وصلات خارجية
- البوابة الوطنية للجماعات الترابية
- المندوبية السامية للتخطيط